# 1521 год в литературе

## События
- Декабрь — выпущено первое издание «Loci communes» Филиппа Меланхтона — первое изложение лютеранской догматики.
- Первые печатные ребусы помещены в книге.

## Родились
Стефан Консул Истрианин (ум. после 1568) — протестантский писатель, переводчик и реформатор XVI века, который перевел религиозные книги на чакавский диалект. По мнению ряда историков Истранин был самым важным протестантским писателем на хорватском языке в то время.